# Menjagrà argentat
El menjagrà argentat (Sporophila beltoni) és un ocell de la família dels tràupids (Thraupidae).

## Hàbitat i distribució
Habita els boscos de sud de Brasil, a Rio Grande do Sul, Santa Catarina i Paranà.